# Masivul Cozia

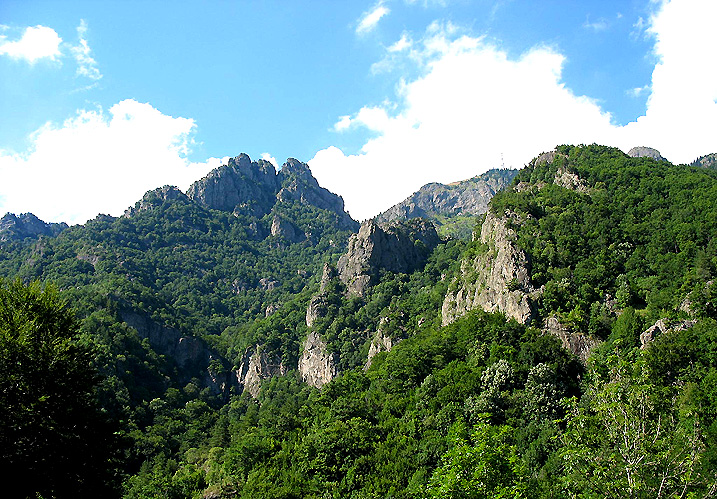
Creasta Coziei văzută din poiana Stânișoara

Masivul Cozia

Masivul Cozia se înalță pe stânga râului Olt, în dreptul stațiunii balneoclimaterice Călimănești și reprezintă o asociere de culmi aproape radiale ce se desprind din vârful Cozia (1668 m) alcătuind un masiv unitar, un monolit stâncos, în partea central-sudică a Carpaților Meridionali.
Masivul Cozia se încadrează în munții cu altitudine mijlocie din România. Altitudinile cele mai mari se găsesc în partea centrală:
- Vf. Cozia (Ciuha Mare) 1668 m
- Ciuha Mică 1629 m
- Durducul (Crucea Ciobanului) 1568 m
- Bulzu 1560 m.

## Amplasare

Panoramic de pe Vârful Ciuha Mare din Masivul Cozia

Masivul face parte din prelungirile sudice ale Munților Făgăraș, alături de masivele Frunții si Ghițu. Suprafața sa este de cca 77 km². Masivul Cozia este mărginit spre nord de depresiunea intracarpatică Țara Loviștei, care îl separă de creasta principală a Munților Făgăraș, spre nord-est de pârâul Băiașul, spre vest de ultimul defileu al Oltului, iar spre sud și sud-est de dealurile subcarpatice ale depresiunii Jiblea-Călimănești.

## Geologie
Din punct de vedere al constituției geologice,masivul Cozia este alcătuit din roci cristaline (gnaise oculare de Cozia) și din roci sedimentare (calcare, conglomerate și gresii).